# Mega Man Zero 3
Mega Man Zero 3, conocido en Japón como Rockman Zero 3 (ロックマン ゼロ3 Rokkuman Zero Surī?), es un videojuego creado por Keiji Inafune, desarrollado por Inti Creates, distribuida por la compañía Capcom para la consola Game Boy Advance en 23 de abril del año 2004 solo en Japón. El tercer juego de la serie, y la quinta de la franquicia de Mega Man.

## Argumento
Un tiempo después, Zero, Ciel y una patrulla de la resistencia se dirigen a las montañas a explorar una extraña nave espacial que ha caído hace poco y que emite el mismo rastro de poder que tiene la Elf Oscura. Zero se dirige para la zona de la nave, mientras escucha una voz que lo llama. Una vez dentro, Zero encuentra a  Leviathan y Fefnir heridos por enfrentarse a un gigante robot llamado Omega, a quien  enfrenta y derrota, sin embargo, este se recupera. Justo en ese momento, Harpuia aparece y logra atacar a Omega y lastimarlo, pero aparece el Dr. Weil para detener el enfrentamiento y revelar que tanto él como Omega ahora son parte de Neo Arcadia, ya que Copy X ha sido reconstruido por Weil y planea obtener el poder de la Elf Oscura.

### Desarrollo del juego
La misión de Zero es evitar que Neo Arcadia se haga con el poder de la Elf Oscura. Sin embargo, después de derrotar a algunos enemigos, Zero se encuentra con los Baby Elfs quienes quieren recuperar a su madre, por tanto se alían con Weil. Para hacer más drástica la situación, Weil lanza un misil a un área poblada por humanos para forzar a la Elf Oscura a revelar su paradero. El misil deja muchos destrozos... y el camino libre para que entre Omega y absorba la Elf Oscura. Harpuia aparece para ayudar a Zero, ya que considera que atacar a los humanos es contrario al objetivo inicial de X de protegerlos. Ambos son lastimados por Omega, y teletransportados a la seguridad de la Base de la Resistencia por Ciel.
A continuación, Copy X ofrece a Ciel una salida pacífica si entrega su nuevo sistema de energía, "Ciel System (Sistema Ciel)"; pero este poder en conjunto con la Elf Oscura podría ser muy peligroso y Ciel se rehúsa. Acusándola de mantener un monopolio forzado sobre los recursos energéticos, Copy X ordena la invasión de los territorios de la resistencia y es misión de Zero defender la zona. Como resultado de esto, Zero debe enfrentar nuevamente a Copy X, y con la ayuda del Cyber-Elf X Zero sale victorioso nuevamente. Copy X intenta transformarse a su modo Seraph, pero al hacerlo activa una bomba que Weil le había implantado, destruyéndolo de manera definitiva. Weil usa el incidente para acusar a la Resistencia de terrorismo y autoimbuirse como líder de Neo Arcadia. Zero piensa que los humanos están demasiado absortos en la vida fácil de Neo Arcadia como para defenderse por su propia cuenta.
Con la ayuda de X, Zero descubre datos fidedignos indicando que Weil planea usar a Omega para iniciar una nueva "Guerra Elf", que fue empezada hace 100 años. En esta guerra, Weil "contaminó" de alguna forma a la Elf más poderosa, que se volvería la Elf Oscura. Zero decide terminar de una vez enfrentando a los Elfs Oscuros que ocultan el camino a la base secreta de Weil.
Zero llega a las instalaciones de Weil donde debe enfrentar a Omega. Zero enfrenta a dos versiones de Omega, derrotando a ambos. Cuando el segundo enfrentamiento los lleva al mismo laboratorio en el cual Zero estaba capturado (al inicio de MegaMan Zero 1), Weil revela que Zero es en realidad "Copy Zero", y que Omega es el Zero Original con sus poderes llevados al máximo por la Elf Oscura. Al final Zero derrota a Omega Zero, pero este deja a Zero muy lastimado. Omega Zero empieza a recuperar sus fuerzas con la ayuda de la Elf Oscura, pero en ese instante aparecen los Guardianes y dejan maltrecho a Omega Zero de nuevo, mientras ellos alientan a Zero para que destruya a Omega Zero mientras puede. En ese momento, X aparece para revelar una verdad aún más profunda: durante las Guerras Elfs, después de derrotar una vez a Omega, Zero debía ser reparado por lo cual su conciencia fue movida a un cuerpo de soporte. Pero Omega se hizo del cuerpo original de Zero. Por tanto, Zero no es una copia sino el Zero real. Zero destruye su cuerpo original para asegurarse que los poderes de la Elf Oscura no puedan ser contaminados de nuevo. Después de destruir su cuerpo original, Zero se desmaya, y despierta en la base de la Resistencia.  la Elf Oscura se reinstaura en su energía y se vuelve de nuevo la "Madre Elf".
Al final, Zero queda con un cuerpo maltrecho, y X le revela que ya no le queda energía para subsistir en este mundo. La despedida entre los dos es un monólogo de X donde le recuerda a Zero que aunque su cuerpo sea una adaptación, el corazón es lo que cuenta.

## Cyber-Elf modo "Satélite" y modo "Fusión"
A diferencia del juego anterior, no es necesario "gastar" un Cyber-Elf para obtener su habilidad especial; si algunos Cyber-Elf son alimentados lo suficiente, se convertirán al modo "Satélite", en el cual dos de ellos pueden ser equipados temporalmente a Zero para obtener sus efectos, sin necesidad de sacrificarlos. Esto hace el juego un poco más sencillo.

## Misiones
Índice de Misiones:
| Misión                                           | Escenario                  | Jefe                                                          |
| ------------------------------------------------ | -------------------------- | ------------------------------------------------------------- |
| Misión Introductoria                             | Nave Espacial              | Omega                                                         |
| "Obtener control de Escenario"                   | Tierra Volcánica           | Blazin' Flizard                                               |
| "Ganar Carrera por Mother-Elf"                   | Antigua Carretera Marina   | Childre Inarabitta                                            |
| "Obtener control de Escenario"                   | Fábrica                    | Hellbat Schiltz                                               |
| "Encontrar a Baby Elves"                         | Residencial                | Deathansk Mantisk                                             |
| Misión Especial: "Detener Lanzamiento Misil" [1] | Fábrica de Misiles         | (sin jefe)                                                    |
| "Detener Lanzamiento Misil" [2] (no rejugable)   | Misil                      | Crea y Prea (Baby Elves)                                      |
| "Detener Fuerzas de Neo-Arcadia"                 | Desierto                   | Anubis the Necromancer V                                      |
| "Detener Fuerzas de Neo-Arcadia"                 | Bosque de anartre          | Hanumachine R                                                 |
| "Detener Fuerzas de Neo-Arcadia"                 | Base de Investigación      | Blizzard Stragoff R                                           |
| Misión Especial: "Infiltrar Neo Arcadia"         | Neo Arcadia Core           | Copy X MK-II                                                  |
| "Buscar Información Guerra Elf"                  | Biblioteca Sumergida       | Volteel Biblio                                                |
| "Confirmar Investigación"                        | Zona Nevada                | Clacier leCactank                                             |
| "Detener Clonación Baby-Elves"                   | Fábrica                    | Kyuubit Foxtar                                                |
| "Recolectar Información Elevador"                | Elevador Especial          | Tretista Kelverian                                            |
| "Encontrar a Omega"                              | Sub Arcadia                | Phantom (Cyberspace) (no rejugable), Crea y Prea (Baby Elves) |
| Misión Final: "Encontrar a Dr. Weil"             | Laboratorio de Sub Arcadia | Omega (Gold), Omega (Fusión), Omega Zero                      |

## Jefes
Sigue el sistema de dos series de 4 Reploids, separadas por una serie de 1 jefe, 3 jefes, 1 jefe. Después de la segunda serie de jefes normales, siguen dos escenarios finales.
Los jefes son: 
- Deathansk Mantisk (mantis religiosa), Childe Inarabitta (conejo), Blazin' Flizard (lagarto), Hellbat Schiltz (murciélago);
- Dos Cyber-Elfs "Crea" y "Prea" (en una batalla doble);
- Anubis the Necromancer V, Hanumachine Revised, Blizzards Stragoff Revised;
- Copy X Mark-II;
- Kyuubit Foxtar (zorro), Glaciel le Cactank (cactus), Volteel Biblio (anguila), Tretista Kelverian (perro cancerbero).

Al derrotar a los jefes se obtiene el resultado de la misión, así como los puntajes y rangos asociados. Dependiendo de si se cumplieron todos los objetivos de la misión, así como de los factores usuales como el tiempo, el daño recibido, y el uso de Cyber-Elf, se dictamina el rango que determina si se obtiene del jefe del escenario su EX-Skill.
Al igual que el juego anterior, es posible obtener de estos jefes las EX-Skill si estos la usan contra Zero. Son 12 habilidades en total, 4 para la buster, 4 para el Z-Saber, 2 para el Recoil Rod, 2 para el S.Boomerang, y se obtienen de los 12 jefes de las tres series para poder atrapar los EX-skill tienes que pasar la misión con nivel "A" o "S". Para pasar a nivel "A" repentinamente entre los ciber elf hacker existen unos llamados: aina, acooi, achoon, anater y awarne.

## Weil Numbers
Los jefes principales, los Weil Numbers, originalmente eran llamados los Hachishinkan/Ocho Jueces Benevolentes, todos ellos formaban parte del gobierno de Neo-Arcadia y eran los encargados de realizar los juicios de los reploides que eran acusados de ser mavericks, y estaban bajo las ordener directas de X (y posteriormente de Copy X), sin embargo, Weil los modificó para que se convirtieran en sus guerreros (esto puede apreciarse en las pistas de drama del soundtrack).

## Sobre los Guardianes
El X original se encontró con Phantom en el cyber espacio y en algún momento (probablemente cuando estaban heridos), Leviathan y Fefnir vieron a Phantom y a X (el original), quien les ordenó ayudar a Zero, más tarde se unieron a Harpuia quien también iba a ayudar a Zero, pues se oponía a la política y al gobierno de Weil, por lo que fueron a ayudar a Zero en su batalla final. De acuerdo con el libro oficial, los Guardianes murieron en la explosión del cuerpo de Omega al proteger a Zero, por lo cual no aparecen en Mega Man Zero 4.

## e-Reader
La versión japonesa de este juego se puede alterar gráficamente mediante las cartas e-Reader, 80 en total. En las versiones norteamericanas y europeas solo se accede a los efectos de esas cartas vía cheat.